# Eilema aurantia
Eilema aurantia är en fjärilsart som beskrevs av Adrian Hardy Haworth 1809. Eilema aurantia ingår i släktet Eilema och familjen björnspinnare. Inga underarter finns listade i Catalogue of Life.